# Black Country, New Road
Black Country, New Road (gewoonlijk afgekort tot BCNR of BC,NR) is een Engelse artrock- en post-rockband, opgericht in Cambridge, Cambridgeshire in 2018. De oorspronkelijke oprichters van de band waren Tyler Hyde (zang, bas), Lewis Evans (zang, fluit, saxofoon), Georgia Ellery (viool, achtergrondzang), May Kershaw (zang, toetsen), Charlie Wayne (drums, achtergrondzang) en Isaac Wood (gitaar, zang); in 2019 voegden ze hun toenmalige zevende lid, gitarist Luke Mark, toe.
De band trok de aandacht met de debuutsingles "Athens, France" en "Sunglasses" in 2019, waarin elementen van experimentele rock, postpunk en postrock gecombineerd werden. Zij werden vergeleken met bands als Slint en tijdgenoten Black Midi. Hun debuutalbum For the First Time, uitgebracht in 2021, kreeg veel lovende kritieken, werd genomineerd voor de Mercury Prize en bereikte nummer 4 in de UK Albums Chart. Vier dagen voor de release van hun tweede album Ants from Up There uit 2022 verliet Wood de band vanwege geestelijke gezondheidsproblemen. Het album kreeg nog meer lovende kritieken en commercieel succes, debuteerde op nummer 3 in de UK Albums Chart en stond op verschillende eindejaars-albumlijsten.
Na het vertrek van Wood begon de band onmiddellijk aan nieuw materiaal te werken, waarbij Hyde, Evans en Kershaw de leadzang deelden. Na een tournee door 2022 bracht de band in februari 2023 de concertfilm Live at Bush Hall uit (gevolgd door een album in maart van dat jaar), met verschillende nieuwe composities en nummers die waren geschreven na het vertrek van Wood.

## Carrière

### 2018–2021: Begin carrière en album For the First Time
In 2015 vormden Hyde, Evans, Ellery, Kershaw, Wayne en voormalig zanger / gitarist Isaac Wood, samen met zanger Connor Browne en tweede drummer Jonny Pyke de band Nervous Condition in Cambridge. Na meerdere beschuldigingen van aanranding tegen zanger Browne, ging Nervous Condition begin 2018 uit elkaar. De band had in 2017 wel een volledig album opgenomen, onder de titel Zak's Anniversary, maar het album is nog steeds officieel niet uitgebracht.
De groep, zonder Browne en Pyke, gingen kort daarna verder als Black Country, New Road, vernoemd naar een weg in het gebied Black Country in de West Midlands in Engeland. De naam was gekozen nadat de band de  'willekeurige pagina'-knop van Wikipedia hadden gebruikt. Ze gaven verschillende liveshows en verwierven een kleine bekendheid in de underground scene in Londen. Hun debuutsingle "Athens, France", uitgebracht op 18 januari 2019, werd via Speedy Wunderground in een beperkte oplage van 250 7-inch singles geperst.
Black Country, New Road kreeg zijn zevende lid, Luke Mark, tussen de release van "Athens, France" en hun tweede single, "Sunglasses". Deze tweede single werd op 25 juli 2019 uitgebracht via Blank Editions en had drie verschillende 7-inch persingen: de eerste was beperkt tot 500 exemplaren en had een unieke foto die door de band zelf op de hoes was gemonteerd, de tweede beperkt tot 250 met de albumhoes met een fanfare, en de derde met een onbekend aantal exemplaren en een foto van de band die de eerste persing in elkaar zet. De single kreeg de aandacht en bijval van veel critici; Stereogum merkte de grote verscheidenheid aan genre-invloeden op het nummer op en beschreef het als een "wilde rit", en John Doran van The Quietus prees de groep op de rug van "Sunglasses" als de "beste van de hele wereld".
Op 28 oktober 2020 tekende Black Country, New Road bij Ninja Tune en kondigde hun debuutalbum For the First Time aan, dat op 5 februari 2021 werd uitgebracht. Deze aankondiging werd ondersteund door hun derde single, "Science Fair", die niet van het album For the First Time afkomstig was. Hun vierde single, "Track X", werd uitgebracht op 11 januari 2021.

### 2021–2022: Ants from Up There en het vertrek van Isaac Wood
Op 12 oktober 2021 kondigde de band hun tweede album Ants from Up There aan en bracht de eerste single "Chaos Space Marine" uit. Vier van de nummers van het album zijn als singles uitgebracht: "Chaos Space Marine", "Bread Song" op 2 november 2021, "Concorde" op 30 november 2021 en "Snow Globes" op 19 januari 2022.
Op 3 november 2021 annuleerde Black Country, New Road hun aanstaande Europese tour vanwege de ziekte van een bandlid. De band bracht op 3 december de ep "Never Again" uit, een exclusieve editie van Rough Trade Records, beperkt tot 1.500 exemplaren, met covers van nummers van MGMT, ABBA en Adele.
Op 31 januari 2022 kondigde zanger en gitarist Isaac Wood op Instagram zijn plotselinge vertrek uit de band aan, vier dagen voor de release van Ants From Up There, daarbij verwijzend naar worstelingen met zijn geestelijke gezondheid. Dit resulteerde in het annuleren van de geplande eerste Amerikaanse tournee van de band. Black Country, New Road kondigde aan dat de overige zes leden al zonder Wood aan nieuwe muziek waren begonnen te werken, omdat ze op de hoogte waren van Woods geplande vertrek lang voordat dit werd aangekondigd. Uit respect voor Wood zal de band geen muziek van de eerste twee albums live spelen, maar wel de deur voor hem open houden voor een eventuele toekomstige terugkeer. Direct voor het vertrek van Wood merkte Tyler Hyde op dat de volgende release van de band misschien niet de vorm van een studioalbum zal aannemen: "Ik weet dat het geen album in zijn normale vorm gaat worden. Het zou cool zijn om met een orkest te werken; Het zou cool zijn om een filmscore te maken. Dit zijn slechts enkele van de ideeën waar we momenteel mee rond lopen. Bassist Tyler Hyde was aanvankelijk van plan om de nieuwe zanger van de band te worden, maar de zang wordt beurtelings door alle bandleden verzorgd.
Ants from Up There werd op 4 februari 2022 uitgebracht en kreeg universeel lovende kritieken. Het album kwam binnen op nummer 3 in de UK Albums Chart, de hoogste positie van de band tot nu toe.

### 2022-heden
Zonder Wood plande de band een Europese tour in de zomer van 2022, evenals een Amerikaanse tour als support-act voor Black Midi. De band zong nieuwe, nog niet eerder uitgebrachte nummers tijdens hun concerten in 2022, waarvan Lewis Evans zei dat ze speciaal waren geschreven voor de toer en dat ze mogelijk niet op het komende derde album zouden verschijnen.
Op 14 november 2022 bracht de band een tweede EP met covers uit, getiteld "Never Again Pt. 2", om de plaatsing van de band op de jaarlijst van Rough Trade te vieren. De oplage was beperkt tot 1.500 exemplaren en bevat covers van nummers van Regina Spektor, Caroline Polachek, The Magnetic Fields en Billie Eilish.
Op 14 februari 2023 plaatste de band een video op sociale media met een teaser voor iets dat "binnenkort beschikbaar" zou zijn en op 20 februari zou verschijnen. Vervolgens werd aangekondigd dat het Live at Bush Hall zou zijn, een opname van hun optredens in Bush Hall in Londen. Deze 52 minuten durende video werd gedurende twee dagen opgenomen en was samengesteld uit niet eerder uitgebracht materiaal dat de band voor het eerst uitgevoerd had tijdens de concerten in 2022. De soundtrack werd op 24 maart 2023 uitgebracht.

## Muzikale stijl en invloeden
Op het debuutalbum van de band, For the First Time, zijn invloeden uit postpunk, postrock, indie rock en klezmer merkbaar. Schatplichtig is de band ook aan de Amerikaanse componist Steve Reich en jazzmuzikant Ornette Coleman. Woods zang werd vergeleken met Slint-frontman Brian McMahan en The Fallzanger Mark E. Smith; zijn teksten werden beïnvloed door de Amerikaanse singer-songwriter Father John Misty, waarvan Wood verklaarde dat "hij niet de beste tekstschrijver ter wereld is, maar wel volkomen eerlijk."
Hun tweede album Ants From Up There heeft een toegankelijker geluid en is bestempeld als postrock, kamerpop en artrock. De band raakte "geobsedeerd" door de Canadese indierockband Arcade Fire tijdens de COVID-19-lockdown in het Verenigd Koninkrijk; Verschillende critici hebben nummers als "Chaos Space Marine" en "The Place Where He Inserted the Blade" vergeleken met Arcade Fire. Tijdens het schrijfproces luisterde Black Country, New Road ter inspiratie veel naar Kurt Vile en Frank Ocean.
De De Volkskrant omschrijft de band als een muzikaal kunstenaarscollectief, een klein orkest met viool, piano, dwarsfluit, gitaren en soms een banjo, waarbij de rol van zanger afwisselend door de instrumentalisten wordt overgenomen. De composities van de band vouwen zich steeds verder uit en ontwikkelen zich, als in de oude progrock.